# 三大和牛
三大和牛（さんだいわぎゅう）は、和牛に関する名数。「日本三大和牛」「日本三大銘柄牛」「三大銘牛」「三大ブランド牛」などとも称される。

## 概要
三大和牛との呼称がいつ頃、誰によって命名されたかは不明である。また、どの3銘柄かは公式に決まっておらず、それぞれが三大和牛を名乗っている。
以下では、これらの銘柄牛肉について概要を記す。出典により列挙する順番がまちまちのため、この項では便宜上五十音順で記す。
近江牛
滋賀県内で肥育された黒毛和種で、雌牛・去勢された雄牛を認証している。江戸時代に彦根藩から徳川将軍家に養生薬の名目で献上されており、歴史的にも非常に由緒がある。併せて、近江商人（日本三大商人の一角）が活躍したことも知名度向上に貢献した。
神戸ビーフ
兵庫県の但馬牛の「肉」の一部の商品名。飼育されている「牛」の銘柄ではない。
松阪牛
三重県の雲出川以南・宮川以北の地域で肥育日数500日以上で雌の処女牛を認証している。1935年（昭和10年）に東京で行なわれた「全国肉用牛畜産博覧会」で名誉賞を受賞し、戦後にブランド牛として認知されるようになった。
米沢牛
山形県置賜地方（米沢市周辺）で米沢牛銘柄推進協議会が認定した飼育者が、山形県置賜地方3市5町（米沢市、南陽市、長井市、高畠町、川西町、飯豊町、白鷹町、小国町）に居住し、登録された牛舎において33か月以上継続して飼育されたもの。